# Labelle, Québec
Labelle är en kommun och tätort (centre de population) i Québec i Kanada. Den ligger i regionen Laurentides, i den sydöstra delen av landet, 120 km nordost om huvudstaden Ottawa. Orten är uppkallad efter Antoine Labelle, som ledde den fransk-kanadensiska bosättningen i regionen under slutet av 1800-talet.